# Jean-Jacques Mithon de Senneville
 (septembre 2009).
Si vous disposez d'ouvrages ou d'articles de référence ou si vous connaissez des sites web de qualité traitant du thème abordé ici, merci de compléter l'article en donnant les références utiles à sa vérifiabilité et en les liant à la section « Notes et références ».
Jean-Jacques Mithon de Senneville (1669-1737) est un administrateur apostolique français. Il fut notamment commissionnaire à la Martinique et premier intendant de Saint-Domingue. Il appartient à la famille Mithon, qui détenait le fief du Plessis, à Savigny-le-Temple, au cours du XVIIIe siècle, dont le château est toujours visible. 
Après un début de carrière en France puis à la Martinique il part pour Saint-Domingue en 1708 où il occupe plusieurs postes à pouvoir, dont celui d’intendant. Selon sa stèle funéraire, " il jeta les fondements d’une ville à Léogâne, il y fit bâtir des églises, des magasins, des casernes, des batteries, un palais pour le Conseil supérieur, ... ". 
Conseiller du roi, il est le neveu de Catherine Giraud du Poyet, qui épouse Charles François d’Angennes, marquis de Maintenon, gouverneur de Marie-Galante. Écrivain de marine, il est commissaire à la Martinique dès 1697 et intendant interim 1703-1706, date à laquelle Louis XIV l'envoie à Saint-Domingue, dont il devient le premier intendant en 1714.
En 1714 il devient intendant du gouvernement général des Isles-sous-le-vent, qui comprennent notamment la partie Est de l'ile de Saint-Domingue. Il fonde le port de Léogâne, près de Port-au-Prince. Il dirige ensuite la marine de Toulon. Il meurt le 30 juin 1737 au château de la Grange-la-Prévôté, à Savigny-le-Temple.
Il est le père de Claude Mithon de Senneville de Genouilly, chef d'escadre de la marine française lors de la guerre d'indépendance américaine et gérant de la Maison Mithon.

## Source
- Collectif, Il était une fois... Savigny-le-Temple, Ville de Savigny-le-Temple, 1995, p. 115-116.